# Jack Sharkey
Jack Sharkey (* 26. Oktober 1902 in Binghamton, New York als Joseph Paul Žukauskas; † 17. August 1994 in Beverly, Massachusetts) war ein US-amerikanischer Boxer litauischer Herkunft und zwischen 1932 und 1933 unumstrittener Schwergewichts-Boxweltmeister. Er nannte sich Sharkey nach einem beliebten Herausforderer von James J. Jeffries.

## Karriere
Seinen ersten Profikampf bestritt Sharkey am 29. Januar 1924 gegen Bill Muldoon in Boston, er gewann durch K. o. in der ersten Runde. 1926 schlug er George Godfrey und den nicht mehr in Bestform boxenden Harry Wills, den Jack Dempsey immer gemieden hatte.
Am 21. Juli 1927 kämpfte er in New York in einem Nichttitelkampf gegen Jack Dempsey, ging aber in der siebten Runde K. o. Dennoch hatte er in diesem Kampf einen guten Eindruck hinterlassen, mehrere Journalisten wollten unmittelbar vor Kampfende einen Tiefschlag Dempseys gesehen haben. 1929 gewann er nach Punkten gegen Young Stribling und besiegte Tommy Loughran vorzeitig.
Nach dem Rücktritt von Dempseys Bezwinger Gene Tunney wurde die Weltmeisterschaft im Schwergewicht vakant. Sharkey bekam daraufhin die Gelegenheit, gegen Max Schmeling um diesen Titel zu kämpfen. Der Kampf fand am 12. Juni 1930 im Yankee Stadium von New York statt. Sharkey wurde in der vierten Runde wegen Tiefschlags disqualifiziert und Schmeling somit Weltmeister. Damals gab es noch keinen Tiefschutz.
1931 erreichte er gegen den nur 77 kg schweren Ex-Weltergewichtler Mickey Walker nur ein Unentschieden, konnte aber kurze Zeit später Primo Carnera auspunkten.
Dann kam es am 21. Juni 1932 zum Rückkampf mit Schmeling. Diesmal siegte er über fünfzehn Runden nach Punkten. Die Entscheidung war umstritten, einer der Richter hatte Schmeling zehn zu fünf Runden vorn. „We wuz robbed“ (deutsch „Wir wurden beraubt“) brüllte Schmelings US-amerikanischer Manager Joe Jacobs.
Schon in seiner ersten Titelverteidigung verlor er am 29. Juni 1933 gegen Primo Carnera, den er kurz zuvor noch geschlagen hatte, durch K. o. in der sechsten Runde. Viele sind überzeugt, dass der Kampf abgesprochen war, denn Carnera war zwar ein Riese aber sehr ungelenk. Sharkey bestritt jegliche Manipulationen jedoch bis zu seinem Tod.
In seinem letzten Kampf am 18. August 1936 gegen Joe Louis in der Bronx ging er in der dritten Runde K. o.
1994 fand Sharkey Aufnahme in die International Boxing Hall of Fame.